# Лісконоги (заказник)
Лісконо́ги — іхтіологічний заказник місцевого значення в Україні. Розташований у межах Новгород-Сіверського району Чернігівської області, біля села Лісконоги. 
Площа 51,7 га. Статус присвоєно згідно з рішенням Чернігівської обласної ради від 30.07.2010 року. Перебуває у віданні: Чернігівдержрибоохорона. 
Статус присвоєно для збереження місць зимівлі стерляді, виду, занесеного до Червогої книги України. Являє собою заглиблену ділянку дна річки Десна.